# Burgstall Margarethenberg
Der Burgstall Margarethenberg ist eine abgegangene Höhenburg im Salemer Teilort Buggensegel im baden-württembergischen Bodenseekreis.

## Beschreibung
Der noch gut erkennbare Burgstall auf 470 m ü. NHN liegt auf dem Margarethenberg, unmittelbar westlich von Buggensegel. Grabenreste und obertägige Strukturen sind nicht mehr zu erkennen. Burgenforscher Michael Losse zitiert jedoch Eduard Schuster, der 1908 von bei Grabungen gefundenen Fundamentresten berichtet. Auf der Anhöhe befindet sich heute ein Wasserspeicher.

## Geschichte
Gesicherte Nennungen der Befestigung sind nicht bekannt. Eduard Schuster ordnet den Burgstall einer Margaretha von Valchinstein zu, im Ort gibt es eine Valchinsteinstraße. Möglicherweise war hier ein Adelsgeschlecht von Buggensegel ansässig, das 1094 und zuletzt 1258 mit einem Hartmann von Buggensegel genannt wird.